# Copelatus guadelupensis
Copelatus guadelupensis är en skalbaggsart som beskrevs av Legros 1948. Copelatus guadelupensis ingår i släktet Copelatus och familjen dykare. Inga underarter finns listade i Catalogue of Life.